# Os Matadores
Pour plus de détails, voir Fiche technique et Distribution.
Os Matadores est un film policier brésilien réalisé par Beto Brant et sorti en 1997. Le scénario, basé sur une nouvelle du même nom de Marçal Aquino est co-écrit par Fernando Bonassi, Marçal Aquino, Victor Navas et Brant lui-même.

## Synopsis
Dans un bar à la frontière Brésil - Paraguay, un homme est sur le point d'être éliminé. En attendant que leur victime se présente, deux tueurs à gages, Toninho et Alfredão, un vétéran et un débutant, dévoilent une histoire dans laquelle il est difficile de trouver le coupable et l'innocent. Présent et passé se mêlent autour de la mort de Múcio, le tireur le plus compétent de la région, montrant que tuer ou être tué est une frontière facile à franchir. Un patron, une belle femme, un travail à faire. Le film teste les limites de l'amitié, de la peur et de la trahison.

## Fiche technique
- Titre original : Os Matadores
- Réalisation : Beto Brant
- Scénario : Fernando Bonassi, Marçal Aquino, Beto Brant, Victor Navas, d'après une nouvelle de Marçal Aquino (pt)
- Photographie : Marcelo Durst
- Montage : Willem Dias
- Musique : André Abujamra
- Costumes : Sandra Fukelman
- Production : Beto Brant, Renato Bulcão
- Pays de production : Brésil
- Langue originale : portugais
- Format : couleur
- Genre : policier
- Durée : 90 minutes
- Dates de sortie :  
  - Brésil : 22 août 1997
  - Canada : 10 septembre 1997 (Toronto International Film Festival)

## Distribution
- Chico Diaz (pt) : Múcio
- Murilo Benício : Toninho
- Maria Padilha : Helena
- Wolney de Assis : Alfredão
- Stênio Garcia (pt) : Duão
- Adriano Stuart (pt) : Chefe
- José Rubens Chachá (pt) : Delegado
- Celso Frateschi (pt)
- Tatiany Furuse

## Production
Os Matadores est le premier long métrage réalisé par Beto Brant. Le scénario est basé sur la nouvelle éponyme de Marçal Aquino (pt). Le directeur de la photographie est Marcelo Durst, le directeur artistique est Tulé Peake et la bande originale d'André Abujamra. La production avait un budget d'environ 400 000 $.

## Sortie
Le film est sorti dans les salles brésiliennes le 22 août 1997 par Riofilme. Il a tourné à travers des festivals de films internationaux, gagnant une plus grande projection. Au Canada, il a été projeté au Festival international du film de Toronto. En Argentine, il participe au Festival du film de Mar del Plata. En 2001, il a été projeté en Finlande au Festival international du film d'Helsinki. Il a également participé à des festivals brésiliens, tels que Festival de Gramado et Cine PE.

### Récompenses et nominations
Au Festival de Gramado de 1997, le film a été récompensé comme meilleure réalisation, cinématographie, montage et a reçu le prix du jury de la critique dans la compétition brésilienne. Au Cine PE 1998, Chico Diaz a reçu le prix du meilleur acteur. Au Festival du film brésilien de Miami, il a été récompensé dans les catégories du meilleur réalisateur et acteur (Chico Diaz ).
Wolney de Assis a reçu le Trophée APCA du meilleur acteur au cinéma. Au Prix du cinéma brésilien guarani en 1998, il a été nommé dans les catégories du meilleur réalisateur, du meilleur acteur (Chico Diaz ), de la meilleure actrice dans un second rôle (Maria Padilha) et du meilleur scénario.
| Année | Festival                            | Catégorie                             | Lauréats                                                    | Résultat   |
| ----- | ----------------------------------- | ------------------------------------- | ----------------------------------------------------------- | ---------- |
| 1997  | Festival du film de Gramado         | Meilleur film (Competição Brasileira) | Meilleur film (Competição Brasileira)                       | Nomination |
| 1997  | Festival du film de Gramado         | Meilleur film, prix de la critique    | Meilleur film, prix de la critique                          | Lauréat    |
| 1997  | Festival du film de Gramado         | Meilleure direction                   | Beto Brant                                                  | Lauréat    |
| 1997  | Festival du film de Gramado         | Meilleure photographie                | Marcelo Durst                                               | Lauréat    |
| 1997  | Festival du film de Gramado         | Meilleur assemblage                   | Willen Dias                                                 | Lauréat    |
| 1998  | Trophée APCA                        | Meilleur acteur de cinéma             | Wolney de Assis                                             | Lauréat    |
| 1998  | Festival du film brésilien de Miami | Meilleure direction                   | Beto Brant                                                  | Lauréat    |
| 1998  | Festival du film brésilien de Miami | Meilleur acteur                       | Chico Diaz                                                  | Lauréat    |
| 1998  | Prix du cinéma brésilien guarani    | Meilleure direction                   | Beto Brant                                                  | Nomination |
| 1998  | Prix du cinéma brésilien guarani    | Meilleur acteur                       | Chico Diaz                                                  | Nomination |
| 1998  | Prix du cinéma brésilien guarani    | Meilleure actrice dans un second rôle | Maria Padilha                                               | Nomination |
| 1998  | Prix du cinéma brésilien guarani    | Meilleur scénario                     | Marçal Aquino, Fernando Bonassi, Beto Brant et Victor Navas | Nomination |
| 1998  | Ciné PE - Festival Audiovisuel      | Meilleur acteur dans un long métrage  | Chico Diaz                                                  | Lauréat    |